# 丸岳 (神奈川県・静岡県)
丸岳（まるたけ、まるだけ）は箱根山北西部、神奈川県足柄下郡箱根町と静岡県御殿場市の境にある標高1,156 mの山である。

## 概要
箱根山古期外輪山の一峰であり、金太郎伝説で知られる金時山の約3 km南西に位置する。周辺の山々とともに富士箱根伊豆国立公園に指定されている。
山頂部は小広くなっており、休憩用のテーブルとベンチが設置されている。東側から南側にかけて開けているため、箱根山カルデラ内の芦ノ湖や仙石原、中央火口丘の台ヶ岳や神山、外輪山の山々、そして静岡県側には富士山麓と駿河湾を望むことができる。
三角点 (1,093.7 m) は外輪山の稜線から西側へ離れた静岡県側にある。
山頂にはNTTの丸岳無線中継塔が設置されているため、箱根カルデラ内や御殿場などの山麓から望んでも一目で丸岳と分かる。
丸岳から連なる外輪山の稜線は、北へは乙女峠、長尾山、金時山へと連なり、金時山より進路を東に変え、明神ヶ岳、明星ヶ岳へと伸びる。南側の稜線は箱根スカイラインや芦ノ湖スカイラインと並行に長尾峠、湖尻峠、三国山へと連なり、国道1号線の箱根峠へ至る。

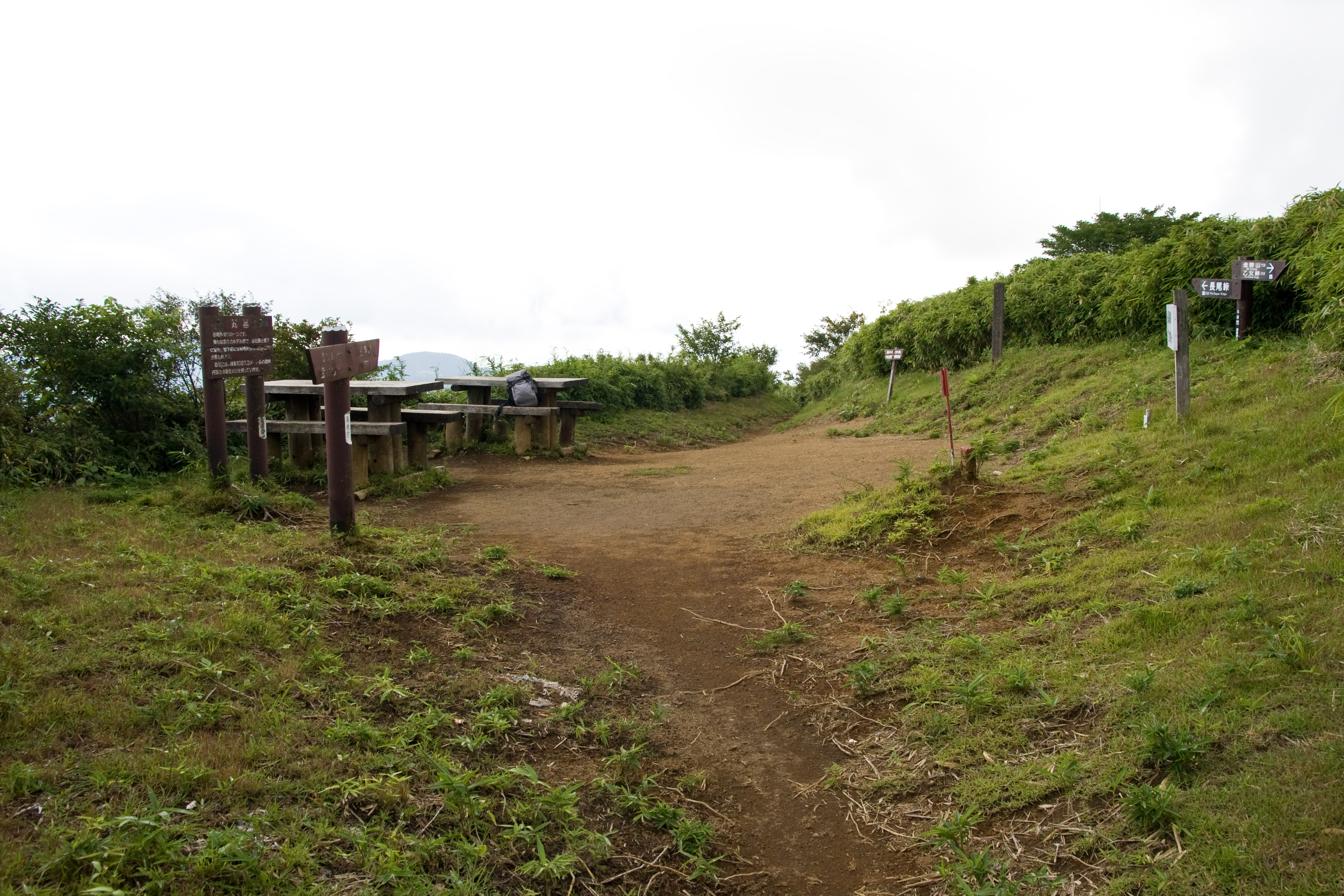
丸岳山頂部
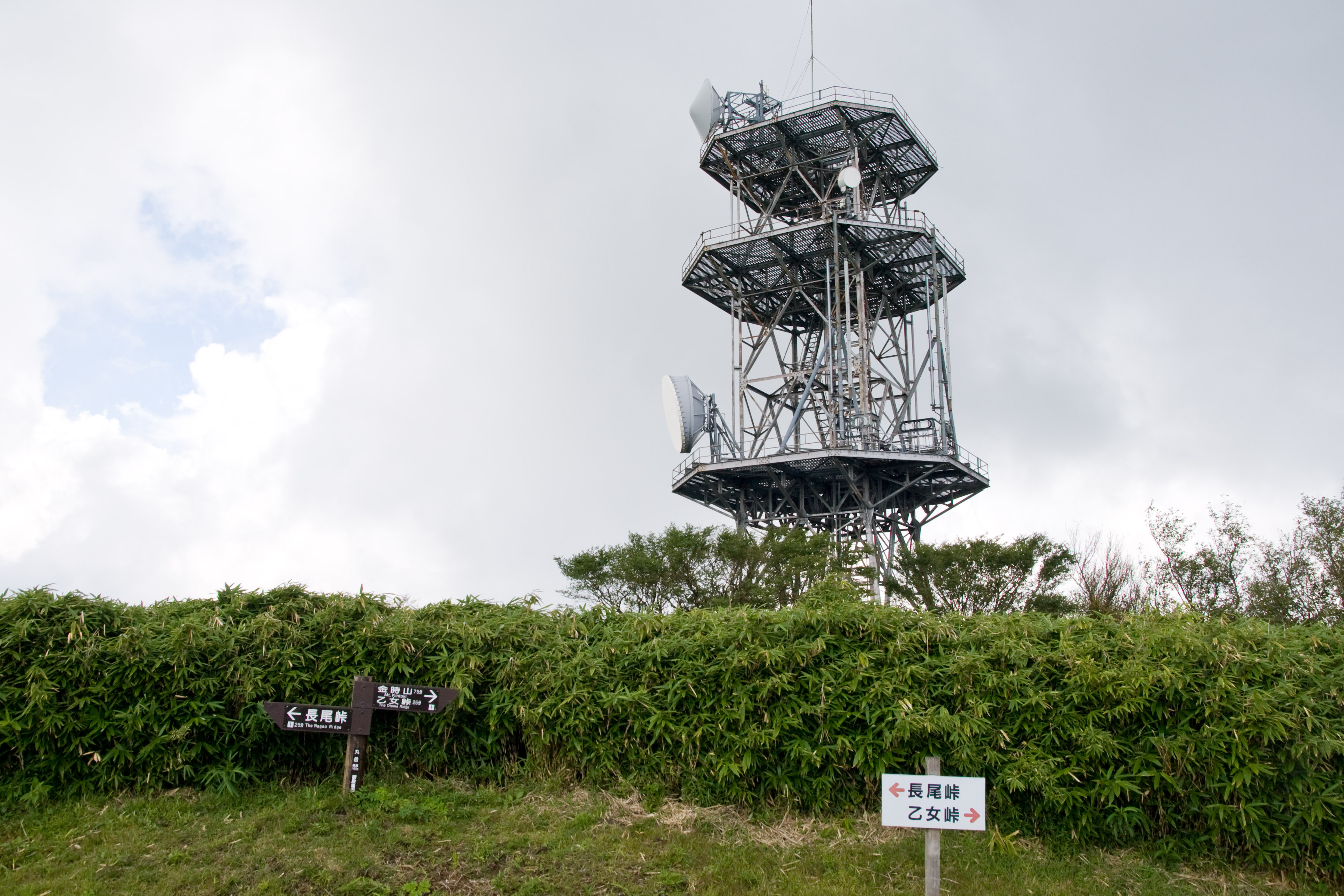
山頂の無線中継塔

## 周辺の地理

### 隣接する山
| 山容 | 名称     | 標高 (m) | 丸岳からの 方角と距離 (km) | 備考                                |
| ---- | -------- | -------- | -------------------------- | ----------------------------------- |
|      | 火打石岳 | 989      | 東 4.6                     |                                     |
|      | 矢倉沢峠 | 870      | 東北東 3.0                 |                                     |
|      | 金時山   | 1,212    | 北東 3.0                   | 日本三百名山                        |
|      | 長尾山   | 1,144    | 北北東 2.0                 |                                     |
|      | 乙女峠   | 1,005    | 北北東 1.3                 | 国道138号の乙女トンネル直上にある峠 |
|      | 丸岳     | 1,156    | 0                          |                                     |
|      | 長尾峠   | 911      | 南南西 1.4                 |                                     |
|      | 黒岳     | 1,018    | 南 3.9                     |                                     |
|      | 湖尻峠   | 850      | 南 4.4                     |                                     |
|      | 三国山   | 1,102    | 南 6.0                     |                                     |

### 周辺の山など
| 山容 | 名称             | 標高 (m)    | 丸岳からの 方角と距離 (km) | 備考                         |
| ---- | ---------------- | ----------- | -------------------------- | ---------------------------- |
|      | 富士山（剣ヶ峰） | 3,776       | 西北西 25.2                | 日本最高峰 日本百名山        |
|      | 越前岳           | 1,504       | 西南西 17.5                | 愛鷹山の最高峰 日本二百名山  |
|      | 丸岳             | 1,156       | 0                          |                              |
|      | 仙石原すすき草原 | 660-700     | 東南東 2.3                 | 台ヶ岳の山麓に広がる草原地帯 |
|      | 大涌谷           | 1,000-1,100 | 南東 4.6                   |                              |
|      | 神山             | 1,438       | 南東 5.4                   | 箱根山最高峰 日本三百名山    |
|      | 箱根駒ヶ岳       | 1,356       | 南東 6.4                   |                              |
|      | 箱根峠           | 846         | 南南東 10.2                |                              |